# Вирт, Павол
Па́вол Вирт, немецкий вариант — Пауль Вирт (в.-луж. Pawoł Wirt, нем. Paul Wirth, 11 июня 1906 года, село Ракецы, Лужица, Германия — 30 апреля 1946 год, лагерь для военнопленных, СССР) — серболужицкий учёный, славист. Основатель серболужицкой лингвистической географии.

## Биография
С 1927 года по 1933 год изучал славистику в университете имени Гумбольдта. Во время своего обучения занимался исследованием лужицких диалектов. Результатом этой работы стала его первая публикация о географии лужицких диалектов. По предложению своего профессора Макса Фасмера стал собирать фонологический материал лужицких диалектов и литературных языков. Собранный им фонологический материал был издан Библиотекой звука (Lautbibliothek), который руководил Дидрих Вестерман.
В 1933 году защитил диссертацию на соискание научной степени доктора наук по теме «Beiträge[n] zum sorbischen (wendischen) Sprachatlas» (Очерки сорбского (вендского) лингвистического атласа). Эта работа стала первым научным сочинением по серболужицкой лингвистической географии. Эта работа стала основой для последующих лингвистических атласов верхнелужицкого и нижнелужицкого языков, которые издавались Паволом Виртом в сотрудничестве с Максом Фасмером с 1932 года по 1936 год. На основе собранного фонологического материала и диссертации в 1975 году было издано посмертное издание «Очерки сорбского (вендского) лингвистического атласа» (Beiträge zum sorbischen (wendischen) Sprachatlas).
После начала Второй мировой войны был призван в армию. Скончался 20 апреля 1946 года на территории СССР в советском лагере для военнопленных.

## Сочинения
- Max Vasmer, Paul Wirth: Slavische Texte. I. Sorbische (wendische) Texte. Berlin 1932.
  - Nr. 1. Niedersorbische Schriftsprache
  - Nr. 2. Die niedersorbische Mundart von Haasow, Kr. Cottbus
  - Nr. 3. Obersorbische Schriftsprache
  - Nr. 4. Die obersorbische Mundart von Groß-Koschen bei Senftenberg
- Paul Wirth: Beiträge zum sorbischen (wendischen) Sprachatlas. Domowina-Verlag, Bautzen 1975 (Fotomechanischer Neudruck der beiden Lieferungen aus den Jahren 1933 und 1936.).